# Gastrotheca atympana
Gastrotheca atympana es una especie de anfibios de la familia Amphignathodontidae.
Es endémica del Perú.
Su hábitat natural se centra en montanos tropicales o subtropicales secos.